# مانجیفرین
مانجیفرین (به انگلیسی: Melezitose) با فرمول شیمیایی C۱۸H۳۲O۱۶ یک ترکیب شیمیایی با شناسه پاب‌کم ۹۲۸۱۷ است. که جرم مولی آن ۵۰۴٫۴۴ g/mol می‌باشد. 